# Anamã
Anamã é um município brasileiro no interior  do estado do Amazonas. Pertencente à Região Geográfica Intermediária de Manaus e Região Geográfica Imediata de Manacapuru, localiza-se a oeste de Manaus, capital do estado, distando desta cerca de 165 quilômetros.
Ocupa uma área de 2 453,934 km² e sua população, estimada pelo IBGE em 2024, era de 10 318 habitantes, sendo assim o quinquagésimo sétimo município mais populoso do estado do  Amazonas e o menos populoso de sua microrregião.

## História
Certamente, em busca de terras férteis e de seringais é que chegariam as primeiras pessoas que iriam formar os agregados humanos iniciantes. O local foi rota de seringueiros e aventureiros.
Há, também, a história de estabelecimento de fazendeiros, na região e anterior ao ano de 1843.

### Fundação e povoamento
O povoamento da localidade teve início por volta de 1936 com a penetração de antigos seringueiros vindos do Acre. Em 1968, o povoado foi levado a distrito. Em 1976, através do decreto-lei nº 177 de 21 de Junho, Anori, um distrito próximo, é elevado à categoria de município e Anamã torna-se distrito de Anori.

### Emancipação
Em 1940, o distrito tornou-se muito conhecido por seus seringais. Adotou, popularmente, o nome de Alto Seringal, porém esse nome não foi reconhecido pelo governo.
Moradores do local migraram em direção à Manaus em 1957, pela péssima condição de vida humana no local. Em 1965, o local passou a ser conhecido como Princesa de Anori por populares.
Somente no ano de 1981, pela emenda constitucional nº 12, foi conseguido em Brasília pelo então vereador de Anori Sebastião Pacheco Teles, que o distrito de Anamã fosse desmembrado de Anori, e passasse a constituir o novo município, Anamã. Em 1982 aconteceram as eleições municipais, vencidas pelo próprio Sebastião Pacheco Teles.
Em conformidade com a Lei Municipal  nº 298 de 26.09.2017, que estabelece o dia 31 de Janeiro, como o dia Oficial do Aniversário do Município de Anamã.

### A escolha do nome
O escritor e pesquisador Ivany Jamys Ferreira Régis em seu livro: "Conciso esboço historiográfico de Anamã", afirma que o nome Anamã é um vocábulo polissêmico oriundo da língua  nheengatu e que  encontra-se  registrado em duas monumentais obras, a primeira, de autoria de  Ermanno Stradelli intitulada, Vocabulário Nheengatu-Português e Português-Nheengatu, publicada em 1928 na Revista do Instituto Histórico e Geográfico Brasileiro, e atualmente reeditado pela Ateliê editorial nas páginas 319, 510 e 524 encontram-se os seguintes significados:        
ANAMÃ, YANAMÃ – - espesso, denso, grosso (dos líquidos).  
Possivelmente uma referência as bebidas refrescantes, fermentadas ou destiladas usadas em festas indígenas:  caxiry, carimã, carimé, cauyn. cibé, paiauru, tykyra. 
ANAMÃ – desmamado.
UANAMÃ ,  ANAMÃ -  casta de marreca  (Amazonetta brasiliensis)
A segunda obra, de autoria do catedrático Octaviano Mello, Dicionário Tupi-Português/Português-Tupi, na página 26:
ANAMÃ - espesso, coalhado, lotado.

## Geografia
O município de Anamã pertence a microrregião de Coari, localizando-se entre o paralelo 17º 46' 48" e os meridianos 49º 10' 00" e 50º 18' 00" de longitude oeste. A sede do município localiza-se à 18º 00' 48" de latitude sul por 49º 21' 30" longitude oeste.

### Limites
Limita-se ao norte e oeste com o município de Anori; ao sul, com o município de Beruri; e a leste, com Manacapuru.

### Área
O município conta atualmente com 22 comunidades, cujas principais são: Arixi; Cuia; Novo Brasil; Mato Grosso; Nossa Senhora de Nazaré e as indígenas São José e Eware (Tikunas), Bom Jesus, Nova Esperança e Santa Luzia (Kokamas) na Ilha do Camaleão .

### Clima e temperatura
O clima do município é tipicamente equatorial quente e úmido, apresentando nitidamente as estações secas e chuvosas. Altas altitudes não provocam modificações marcantes nas médias térmicas. Outubro é o mês quente, com temperaturas médias de 33 °C; junho geralmente é o mês mais frio, apresentando uma temperatura média de 24 °C. As máximas absolutas dificilmente ultrapassam 38 °C, isso nos meses mais quentes (setembro, outubro, novembro). Já no inverno, o que caracteriza é uma temperatura amena, apesar de estar sujeito às temperaturas baixas.
Os meses de novembro a março são responsáveis por 85% da precipitação anual.

## Economia
A economia da cidade é baseada na agricultura e na pesca.